# 차야 (연호)
차야(嵯耶, 889년 ~ 897년)는 남조(대봉민) 무선제(武宣帝) 륭순(隆舜)의 연호이다.

## 연대 대조표
| 차야       | 원년       | 2년        | 3년        | 4년        | 5년        | 6년        | 7년        | 8년        | 9년        |
| 서기(西紀) | 889년      | 890년      | 891년      | 892년      | 893년      | 894년      | 895년      | 896년      | 897년      |
| 간지(干支) | 기유(己酉) | 경술(庚戌) | 신해(辛亥) | 임자(壬子) | 계축(癸丑) | 갑인(甲寅) | 을묘(乙卯) | 병진(丙辰) | 정사(丁巳) |

## 동시대 연호
| 이전 연호 대동(大同) | 중국의 연호 남조(南詔) | 다음 연호 중흥(中興) |